# フランツ・グルーベル
フランツ・グルーベル (Franz Gruber )は、アメリカ合衆国出身の俳優。別表記：フランツ・グルーバー。1960年代 - 1970年代の日本の映画・テレビドラマなどに出演した。

## 人物
映画『海底大戦争』、『宇宙大怪獣ギララ』、テレビドラマ『怪獣王子』などに出演。『ザ・ガードマン』『キイハンター』などアクションドラマの外国人悪役としても活躍した。
ドイツミュンヘン郊外出身。本来の職業は寝具などのセールスマンであったとされる。『ウルトラセブン』出演時の台本には所属はペトロプロダクションと記載されている。

## 出演

### 映画
- 風が呼んでる旋風児 銀座無頼帖（1963年、日活） - アンダーソン
- 海底大戦争（1966年、東映 / ラム・フィルム） - ブラウン中佐
- 宇宙大怪獣ギララ（1967年、松竹） - バーマン博士（Dr. Berman）
- 海のGメン 太平洋の用心棒（1967年、大映） - 牧師A
- 監獄への招待（1967年、大映） - ジョン・スタッカー
- 七人の野獣（1967年、日活） - ジョージ
- 陸軍中野学校 密命（1967年、大映） - ドイツ大使館付武官・ウィンクラー大佐
- 昆虫大戦争（1968年、松竹） - 軍医
- ガメラ対大魔獣ジャイガー（1970年、大映） - トミーの父ウィリアム
- やくざ刑事 恐怖の毒ガス（1971年、東映） - ボルマンの腹心
- 日本悪人伝 地獄の道づれ（1972年、東映）
- 日本沈没（1973年、東宝） - 国連委員[要出典]
- ノストラダムスの大予言（1974年、東宝） - ニューギニア調査隊員3[2]
- エスパイ（1974年、東宝） - 逆エスパイC[2]

### テレビドラマ
- 忍者部隊月光 第17話・第18話「こうもり作戦 -前・後篇 -」（1964年、CX / NAC）- 政府軍首脳
- ウルトラマン 第22話「地上破壊工作」（1966年、TBS / 円谷プロ）- 地底人X
- 三姉妹（1967年、NHK）- ゴーチェ
- ザ・ガードマン（TBS / 大映テレビ室）
  - 第92話「ロンドンの青い霧」（1967年）
  - 第105話「国際会議全滅作戦」（1967年）
  - 第157話「ガードマン パリで大奮戦」（1968年）
  - 第158話「ガードマン スイス追撃作戦」（1968年）
  - 第199話「皆殺しの島」（1969年）
  - 第233話「殺人ガスの恐怖が降ってくる」（1969年）
  - 第294話「ハレンチ奥さんの完全犯罪」（1970年）
- 光速エスパー（1967年、NTV / 宣弘社）
- ウルトラセブン 第1話「姿なき挑戦者」（1967年、TBS / 円谷プロ） - ボガード参謀
- 怪獣王子（1967年 - 1968年、CX / ピープロ）- オリバー博士（Prof. Oliver）
- マイティジャック（1968年、CX / 円谷プロ）- 立花博士の息子・フリッツ
- ローンウルフ 一匹狼 第38話・第39話「長い夜の果てに（前・後編）」（1968年、NTV / 東映）
- キイハンター（TBS / 東映）
  - 第6話 「影のメロディー」（1968年）
  - 第60話「パラシュート殺人部隊」（1969年）
  - 第62話「宝の山は地獄の一丁目」（1969年）
  - 第68話「殺されに来た黄金の男」（1969年）
  - 第95話「俺は世界の賞金稼ぎ」（1970年）
  - 第98話「金塊列車は地獄に停る」（1970年）
  - 第99話「がい骨はスキーがお上手」（1970年）
  - 第235話「脱獄囚バッド・ファーザー」（1972年）
- プレイガール 第23話「くれない追撃作戦」（1969年、12ch / 東映）
- 日本沈没 第15話「大爆発・海底油田」（1975年、TBS / 東宝）- ロバート・カスター